# Agena (vírus de computador)
AGENA é um vírus de computador residente em memória, que infeta ficheiros .COM e .EXE, incluindo o command.com. Foi descoberto em Espanha em setembro de 1992.

## Características
Agena torna-se residente em memória após a infeção. Coloca-se no topo da memória do sistema, abaixo do limite dos 640K do DOS. Assim que se torna residente, infeta os ficheiros .COM e .EXE assim que são executados. Os programas infetados terão um acréscimo de 723 a 738 bytes, com o vírus localizado no final do ficheiro. A data e hora do ficheiro não são alterados na listagem de diretório do disco. A memória total do sistema e a memória livre disponível indicadas pelo programa CHKDSK do DOS terão um decréscimo de 1296 bytes. As interrupções 20 e 21 são utilizadas pelo vírus.